# Martin Obst
Martin Obst (ur. 18 listopada 1986) – niemiecki zapaśnik walczący w stylu wolnym. Zajął trzynaste miejsce na mistrzostwach świata w 2018. Srebrny medalista mistrzostw Europy w 2018 roku.
Mistrz Niemiec w 2011, 2015, 2016 i 2017, drugi w 2008, a trzeci w 2009, 2012 i 2013 roku.